# Lucien Van Nuffel
Lucien (Luc) Van Nuffel (14 januari 1914 – Antwerpen, 10 november 1980) was een Belgische voetballer, middellange- en langeafstandsloper en nadien ook voetbalscheidsrechter. Voornamelijk dit laatste leverde hem naambekendheid op.
Als speler kwam hij uit voor Antwerp FC en als atleet was hij gespecialiseerd in de 1500 en 5000 m.
Van Nuffel was scheidsrechter van 1955 tot 1964 en floot onder meer op het Wereldkampioenschap voetbal 1958, de Olympische Zomerspelen 1960 en het Europees kampioenschap voetbal 1964. Tevens was hij scheidsrechter bij de televisieprogramma's Stedenspel en Mini-voetbalshow.
Hij overleed in 1980 in zijn woonplaats Antwerpen aan de gevolgen van een auto-ongeval.